# Inertia Creeps
Inertia Creeps  — четвертий і останній сингл гурту «Massive Attack», з альбому Mezzanine, який вийшов у вересні 1998 року.

## Композиції
1. Inertia Creeps 	5:31
2. Reflection 	4:52
3. Inertia Creeps (Manic Street Preachers Version) 	5:01
4. Inertia Creeps (Alpha Mix) 	5:56
5. Back/She Comes 	6:08
6. Inertia Creeps (State Of Bengal Mix) 	6:23